# ديوغو دا كوستا أوليفيرا
ديوغو دا كوستا أوليفيرا هو لاعب كرة قدم برازيلي، ولد في 4 يناير 1988 في بورتو أليغري في البرازيل. لعب مع إنتر توركو ونادي إنترناسيونال ونادي ستابك.

## وصلات خارجية
- ديوغو دا كوستا أوليفيرا على موقع قاعدة بيانات كرة القدم.إي يو (الإنجليزية)
- ديوغو دا كوستا أوليفيرا على موقع Soccerway.com (الإنجليزية)